# Deputy's Pass Nature Reserve SAC
Deputy's Pass Nature Reserve SAC este o arie protejată (arie specială de conservare — SAC, sit de importanță comunitară — SCI) din Irlanda întinsă pe o suprafață de 47,88 ha, integral pe uscat.

## Localizare
Centrul sitului Deputy's Pass Nature Reserve SAC este situat la coordonatele 52°57′06″N 6°09′49″W / 52.951678°N 6.163576°V.

## Înființare
Situl Deputy's Pass Nature Reserve SAC a fost declarat sit de importanță comunitară în mai 1998 pentru a proteja un număr necunoscut de specii din flora spontană și fauna sălbatică aflate în arealul zonei. Situl a fost protejat și ca arie specială de conservare în aprilie 2016.

## Biodiversitate
Situată în ecoregiunea atlantică, aria protejată conține 1 habitat natural: Păduri de stejar sesil bătrân cu Ilex și Blechnum în Insulele Britanice.
La baza desemnării sitului se află un număr nedeclarat de specii protejate.
Pe lângă speciile protejate, pe teritoriul sitului au mai fost identificate 1 specie de păsări, 2 specii de amfibieni, 1 specie de mamifere.